# Alexandre Blain

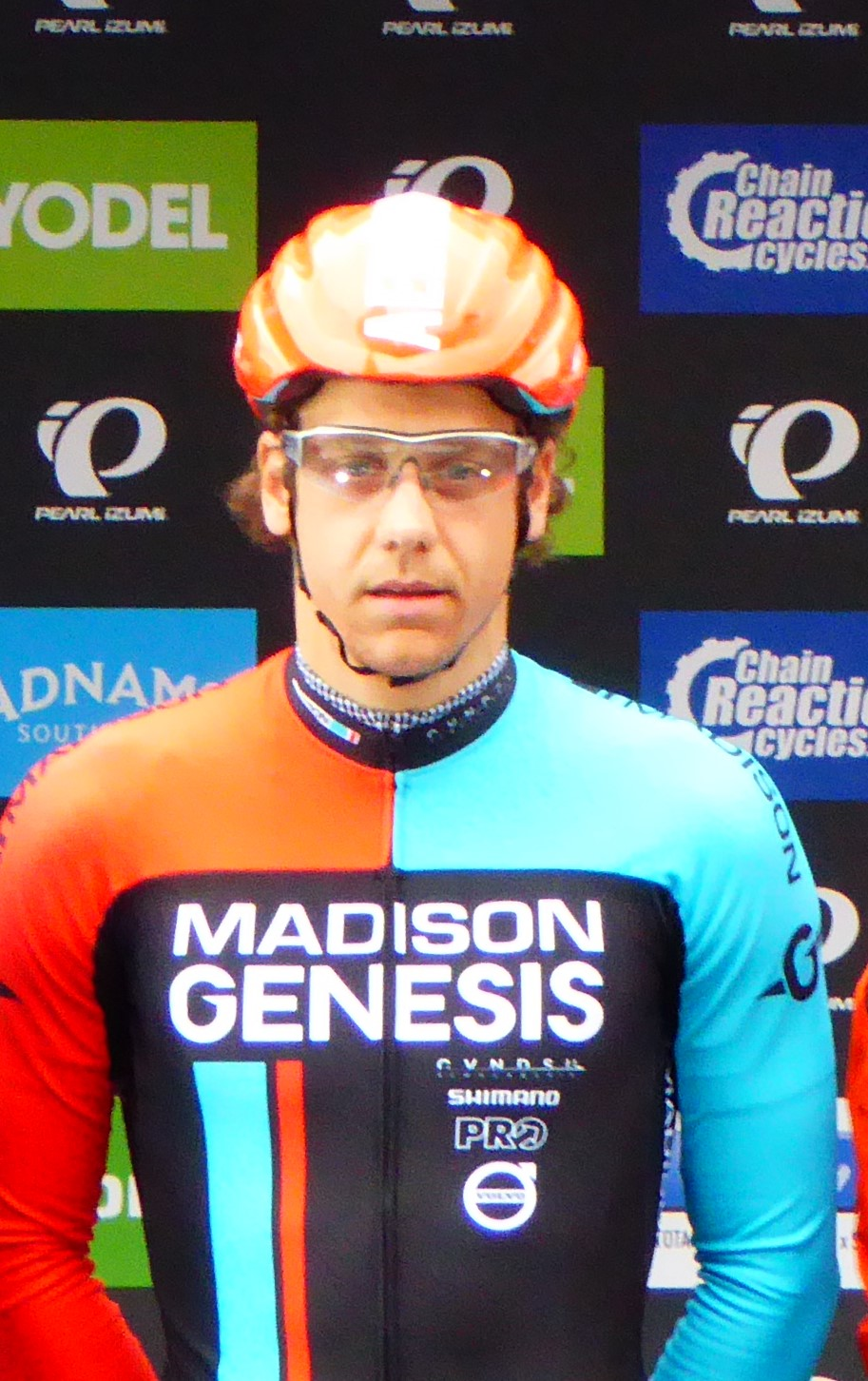
Alexandre Blain

Alexandre Blain (* 7. März 1981 in Aix-en-Provence) ist ein französischer Radrennfahrer.
Alexandre Blain gewann 2005 eine Etappe bei der Volta a Lleida in Spanien. 2006 wurde französischer Vizemeister auf der Bahn im Punktefahren. 2007 gewann er die Boucles Catalanes. Außerdem wurde er Zweiter auf einem Teilstück der Tour du Loir-et-Cher und konnte so auch die Gesamtwertung für sich entscheiden. Daraufhin erhielt er 2008 einen Vertrag bei Cofidis, Solutions Crédits.
Dieses Team verließ er aber wieder zum Jahresende 2010 und ging zu Endura Racing. Auf Anhieb gewann er die Tour de Normandie 2011 und dazu eine Etappe. 2012 wurde Blain Sieger bei der East Midlands International Cicle Classic. 2013 wechselte er zum Team Raleigh und gewann wieder eine Etappe bei der Tour de Normandie. Im Jahr 2015 fuhr er für das Team Marseille 13 KTM. Dort gewann mit diesem Team das Mannschaftszeitfahren beim Circuit des Ardennes. 2016 geht Blain für das Team Madison Genesis an den Start.

## Erfolge
2005
- eine Etappe Volta a Lleida

2007
- Gesamtwertung Tour du Loir-et-Cher
- eine Etappe Tour de Gironde
- eine Etappe Ronde de l’Oise

2011
- Gesamtwertung und eine Etappe Tour de Normandie
- Mannschaftszeitfahren Czech Cycling Tour

2012
- East Midlands International Cicle Classic

2013
- eine Etappe Tour de Normandie

2015
- Mannschaftszeitfahren Circuit des Ardennes

## Teams
- 2008 Cofidis-Le Crédit par Téléphone
- 2009 Cofidis, le Crédit en Ligne
- 2010 Endura Racing
- 2011 Endura Racing
- 2012 Endura Racing
- 2013 Team Raleigh
- 2014 Raleigh-GAC
- 2015 Marseille 13 KTM
- 2016 Madison Genesis
- 2017 Madison Genesis
- 2018 Azuréen (Frankreich)